# Фулне
Фулне (фр. Foulenay) насеље је и општина у источној Француској у региону Франш-Конте, у департману Јура која припада префектури Доле.
По подацима из 2011. године у општини је живело 85 становника, а густина насељености је износила 20,43 становника/km². Општина се простире на површини од 4,16 km². Налази се на средњој надморској висини од 220 метара (максималној 221 m, а минималној 197 m).

## Демографија
| 1962. | 1968. | 1975. | 1982. | 1990. | 1999. | 2011. |
| ----- | ----- | ----- | ----- | ----- | ----- | ----- |
| 110   | 118   | 104   | 83    | 93    | 81    | 85    |

График промене броја становника у току последњих година